# Gliese 317 c

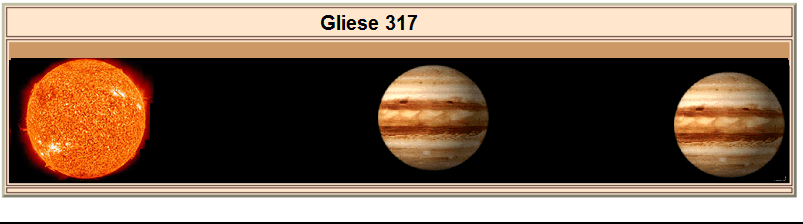
Schéma de la composition probable du système stellaire Gliese 317.

Gliese 317 c est une exoplanète possible située à 50 années-lumière de la Terre dans la constellation de la Boussole. La planète a été annoncée en juillet 2007 en orbite autour de l'étoile naine rouge Gliese 317. L'excentricité de l'orbite est de 42 % et la période orbitale de 7,4 ans.